# Europejskie Centrum Monitorowania Zmian
Europejskie Centrum Monitorowania Zmian (w skrócie EMCC od ang. The European Monitoring Centre on Change) – instrument powstały w celu promocji wiedzy na temat przewidywania i zarządzania zmianami. Centrum powstało w 2001 roku w ramach Europejskiej Fundacji na rzecz Poprawy Warunków Życia i Pracy przy wsparciu Parlamentu Europejskiego, Komisji Europejskiej oraz współpracujących organizacji społecznych.

## Rola EMCC
Misją Centrum jest skierowanie uwagi na nowości ekonomiczne i społeczne, które prowadzą do zmian w gospodarce europejskiej. Skupia się na zmianach technologicznych, organizacji pracy, produkcji i modeli businessowych, prawnych oraz rynku pracy.